# Barbro Johansson
Barbro Cecilia Johansson, född 25 september 1912 i Malmö, död 2 december 1999 i Uppsala, var en svensk missionär. Hon var verksam i Tanzania, där hon var legendarisk, bland annat som minister i Tanzanias regering, och kallades Mama Barbro. Hon blev medborgare i Tanzania 1962.

## Biografi

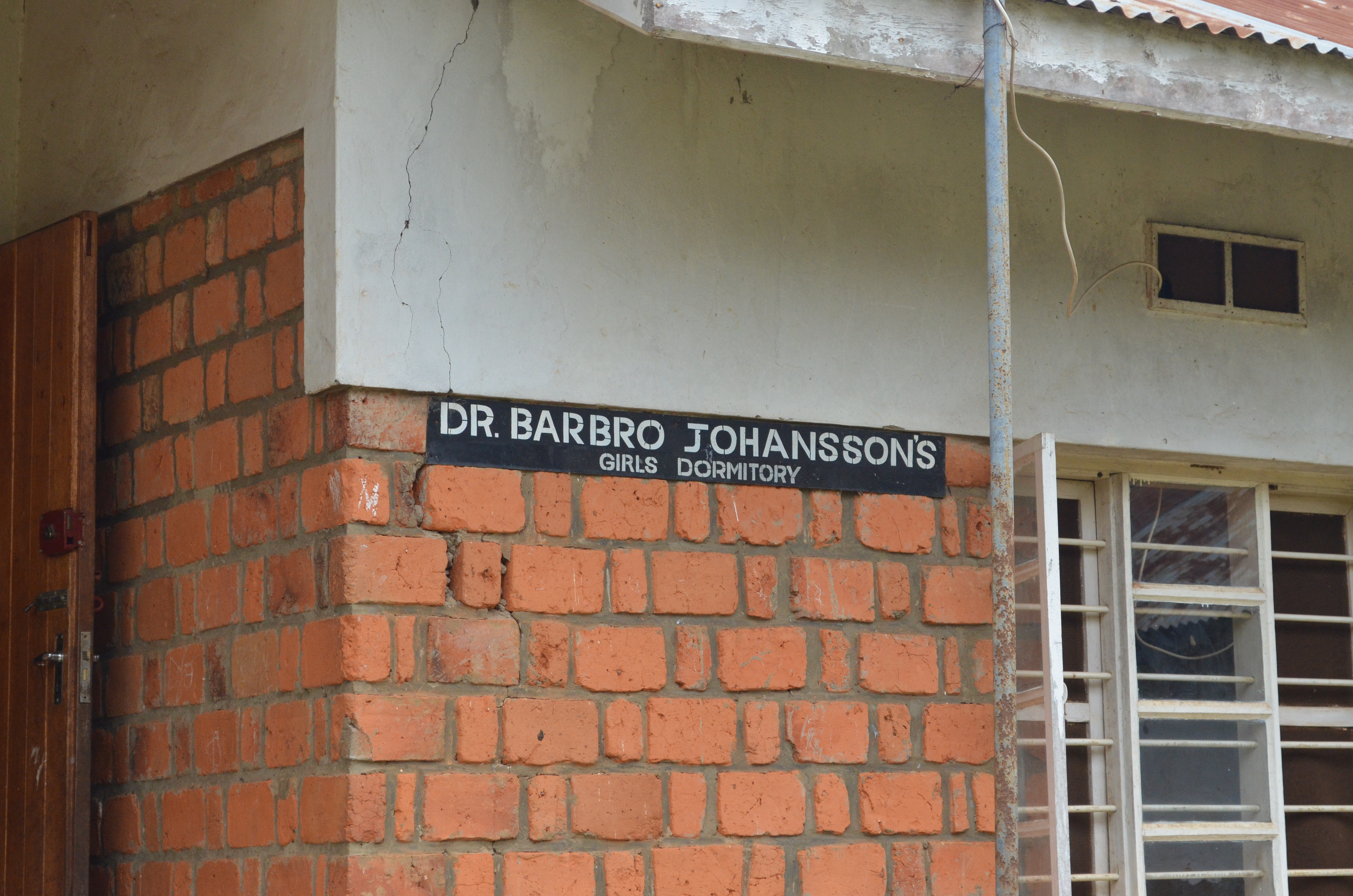
Barbro Johanssons skola i Kashasha.

Barbro Johansson föddes i S:t Johannes församling, Malmö, som dotter till överläraren Anders Johansson och folkskollärarinnan Betzy Persson Hussénius. Efter att ha genomgått utbildning till lärare i Sverige reste Johansson 1946 till dåvarande Tanganyika i Svenska kyrkans tjänst. Där lät hon 1949 återuppföra en flickskola i Kashasha, Bukoba, och invaldes sedan i landets parlament 1959 som Mwanzas representant och som medlem av Tanganyika African National Union (TANU) som senare gick samman med Revolutionära statspartiet. Senare blev hon minister i Tanzanias regering.
Hon var också rektor för en flickskola, rådgivare åt Tanzanias ambassadör i Sverige, styrelsemedlem i Dar es-Salaams universitet och under hela tiden aktiv för att förbättra vuxenutbildningen. Med tiden blev hon nära vän med president Julius Nyerere, vilket ledde till att Tanzania och Sverige, under Tage Erlander och Olof Palme, upprättade sina goda relationer. Erlander och Johansson hade varit studiekamrater i Lund. Hon verkade också för befrielserörelserna i övriga södra Afrika, till exempel ANC. Hon utnämndes till hedersdoktor vid Göteborgs universitet 1968. Barbro Johansson tilldelades Hans Majestät Konungens medalj i åttonde storleken i Serafimerordens band 1980 och Illis quorum meruere labores 1990.
1996 bildades stiftelsen JOHAfonden i Barbro Johanssons namn för att främja flickors utbildning. JOHAfonden första skola, Barbroskolan utanför Dar es Salaam, startades i april år 2000. 2010 startades ytterligare en skola i Bukuba i norra Tanzania.